# George Mylonas
George Emmanuel Mylonas (en grec moderne : Γεώργιος Εμμανουήλ Μυλωνάς) (Smyrne, 9 décembre 1898-Athènes, 15 avril 1988) est un archéologue américain d'origine grecque.

## Biographie
Il étudie à l'Université d'Athènes et s'engage lors de la Première Guerre mondiale dans l'armée grecque contre les Turcs. Capturé, il s'échappe et, avec l'aide d'amis américains, parvient à revenir en Grèce.
En 1923, il devient assistant interprète à l'American School of Classical Studies d'Athènes. Il soutient alors une thèse de doctorat sur le Néolithique en Grèce. Il se rend ensuite aux États-Unis (1928) où il prépare une nouvelle thèse à la Johns Hopkins University de Baltimore. Il obtient la nationalité américaine et enseigne pendant quarante ans à l'Université de Chicago, à l'Université de l'Illinois et à l'Université Washington de Saint-Louis.
Il travaille pour la Greek Relief Organization pendant la Seconde Guerre mondiale et donne des cours aux officiers américains sur la situation en Méditerranée orientale.
De retour en Grèce en 1968, il devient secrétaire général de la Société archéologique d'Athènes, poste qu'il occupera jusqu'à sa mort en 1988.
Mylonas a participé aux fouilles de Corinthe, à celles de Némée et d’Agiorgítika avec Carl Blegen (1923-1928), d'Olynthe (1932-1933) et d'Éleusis (1931-1934). Avec Spyrídon Marinátos et Ioánnis Papadimitríou, il découvre et fouille le cercle B des tombes de Mycènes (1952-1954). Directeur des fouilles du site de l'âge du bronze d'Aghios Kosmas (1930-1931 et 1952), il visite en détail la nécropole d’Éleusis de 1952 à 1957.
Conférencier international, il dirige de 1958 à 1988 la fouille systématique de Mycènes et fonde la Mycenian Foundation pour contribuer à l'éducation des habitants. Il y constitue aussi un centre archéologique et gère les publications sur le site. On lui doit ainsi entre autres choses, le repérage et la datation des fortifications, l'établissement du plan du palais et le dégagement des tombes et des bâtiments au-delà des murs.
Membre de l'Académie américaine des arts et des sciences, il entre aussi à l'Académie d'Athènes.

## Travaux
- The Neolithic Period in Greece, 1927
- The Capital City of Agamemnon, 1957
- Eleusis and the Eleusinian Mysteries, 1961
- Mycenae and the Mycenaean Age, 1966
- Grave Circle B of Mycenae, 1972
- Introduction to the History of the Balkan States, 1973
- Mycenae, A Guide to Its Ruins and Its History, 1981
- Mycenae Rich in Gold, 1983